# Trichosteleum sublaeve
Trichosteleum sublaeve är en bladmossart som beskrevs av Potier de la Varde 1939. Trichosteleum sublaeve ingår i släktet Trichosteleum och familjen Sematophyllaceae. Inga underarter finns listade i Catalogue of Life.